# 石丸重治
石丸 重治（いしまる しげはる、1902年（明治35年）5月12日 - 1968年（昭和43年）12月12日）は、美術評論家。慶應義塾大学教授（法科）。

## 略歴
島根県出身。叔父に柳宗悦。府立一中（現・東京都立日比谷高等学校）を経て、1927年に慶應義塾大学英文科卒業。一中時代は小林秀雄や西竹一（バロン西）、迫水久常と同期であった。また「青銅時代」を創刊するなど、この頃から評論に携わっていた。小林秀雄などとは、同人誌「山繭」を主宰、また柳宗悦や吉田璋也、河井寛次郎らの民藝運動に初期には関わっている。
美術評論家として知られ、主な著作に『英国の工芸』（工政會出版部、1930年）、『英国教会本寺考』（好學社、1953年）。評伝には、『回想の石丸重治』（佐藤朔編、三田文学ライブラリー700部限定、1969年）がある。
慶大塾長（1946年 - 1947年）及び文部大臣（1947年）を務めた高橋誠一郎の秘書官に就いた。この頃から、慶大野球部部長及び日本学生野球協会副会長を務め、東京六大学野球発展に尽力した。墓所は多磨霊園。